# 金筑街道
金筑街道是中华人民共和国贵州省貴陽市花溪区下辖的一个街道办事处。

## 行政区划
金筑街道下辖以下村级行政区划单位：
金溪社区、金农社区、滥泥村、金山村、竹林村。